# Liste de ponts des Pyrénées-Atlantiques

## Ponts de longueur supérieure à 100 m
Les ouvrages de longueur totale supérieure à 100 m du département des Pyrénées-Atlantiques sont classés ci-après par gestionnaires de voies.

### Autoroute
Sur l'autoroute A65 :
- Viaduc du Gabas[1], situé en limites de Claracq et Miossens-Lanusse, long de 444 mètres avec une pente à 6 %, il se compose d'un tablier unique de 21,50 mètres de large. Il a 6 piles, dont la plus haute culmine à 26 mètres[2].
- Viaduc du Riumayou, situé sur la commune de Doumy, long de 246 mètres

### Routes départementales
- Pont d'Assat, sur la D 437.

### Ponts ferroviaires
- Viaduc ferroviaire sur l'Adour (dit Pont de fer) - Bayonne - 273 m - Lignes Bordeaux - Irun, Toulouse - Bayonne, Bayonne - Saint-Jean-Pied-de-Port - 2 voies banalisées.

## Ponts présentant un intérêt architectural ou historique
Les ponts des Pyrénées-Atlantiques inscrits à l’inventaire national des monuments historiques sont recensés ci-après.
- Pont - Anoye - Le pont[3] sur le Léez date de 1784 et 1790.
- Pont sur la Nivelle dit Pont Romain - Ascain - Ve siècle
- Pont dit romain[4] - Bergouey-Viellenave - Milieu du Moyen Âge ; XVIIIe siècle ; XXe siècle
- Pont ancien sur le Lihoury dit Pont de Gramont[5] - Bidache - XVIIe siècle ; XVIIIe siècle
- Pont Romain ou du Moulin[6] - Bidache - XVIIe siècle ; XVIIIe siècle
- Pont de Bétharram - Lestelle-Bétharram
- Vieux Pont - Orthez - XIIIe siècle ; XIVe siècle
- Pont d'Amotz sur la Nivelle - Saint-Pée-sur-Nivelle
- Pont d'Ibarron - Saint-Pée-sur-Nivelle - XIIIe siècle ; XIVe siècle
- Pont de la Légende - Sauveterre-de-Béarn

### Sources
Base de données Mérimée du ministère de la Culture et de la Communication.